# North West (Cricketteam)
North West, bis 1996 Western Transvaal, ist ein südafrikanisches Cricketteam beheimatet in Potchefstroom, dass bis zum Oktober 2004 in den professionellen nationalen Wettbewerben teilgenommen hat. Von da an wurden sie zusammengeschlossen mit Gauteng Bestandteil der Highveld Lions und spielten weiter unter dem Namen North West in den zweitklassigen südafrikanischen Wettbewerben.

## Geschichte
North West gelang es kaum, sich auf der höchsten Ebene zu etablieren. Zwar stieg das Team in der Saison 1998/99 in die höchste Division des südafrikanischen Crickets auf, zu Erfolgen kam es jedoch nicht. In der Saison 2003/04 wurden die Provinzteams fusioniert und North West formte zusammen mit Gauteng die Highveld Lions. In den First-Class- und List A-Wettbewerbe der nun semi-professionellen Provinzteams war North West bisher nicht erfolgreich.

## Stadien
Seit 1999 nutzt das Team hauptsächlich den Senwes Park in Potchefstroom als Heimstadion.

## Erfolge

### First Class Cricket
Gewinn des Currie Cups (0): –
Gewinn des CSA Provincial Three-Day Competition (0): –

### One-Day Cricket
Gewinn des One-Day Cup (0): –
Gewinn des Gillette Cup und Nachfolger (0): –
Gewinn der CSA Provincial One-Day Competition (0): –

### Twenty20 Cricket
Gewinn der CSA Provincial T20 (0): –